# Tel-Aviv-Marathon

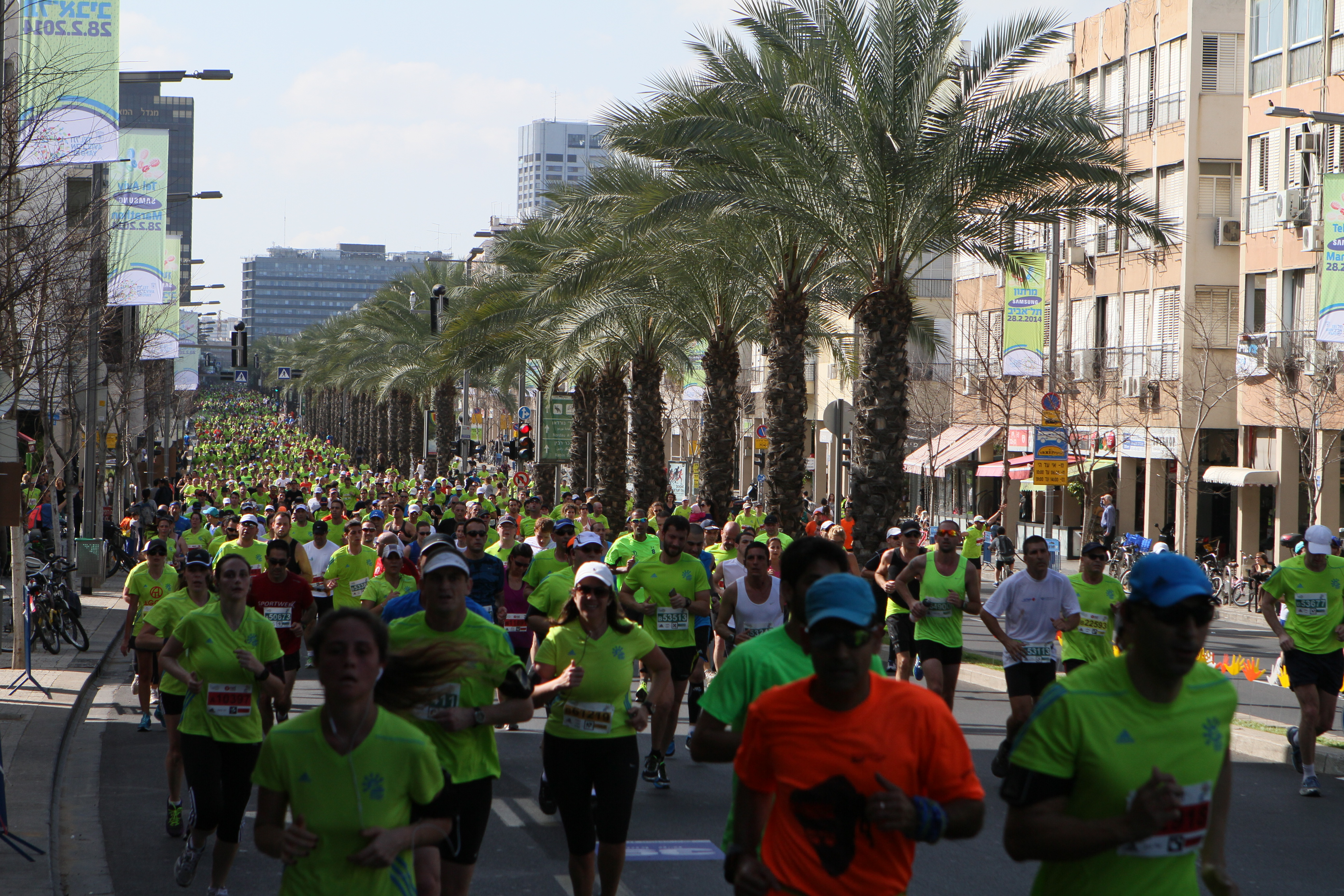
Tel-Aviv-Marathon 2014

Der Tel-Aviv-Marathon ist ein jährlicher Marathonlauf in Israel. Die Organisatoren sind die Stadt Tel Aviv und der israelische Leichtathletikverband.
Der Tel-Aviv-Marathon ist eine der größten Sportveranstaltungen in Israel und die größte Marathonveranstaltung des Landes. 2014 bestand das Teilnehmerfeld aus rund 40.000 Läufern.

## Geschichte
Der erste Tel-Aviv-Marathon fand 1981 statt und wurde bis 1994 jährlich ausgetragen. Im Jahr 2009 wurde die Veranstaltung wiederbelebt und wird seitdem wieder jährlich ausgetragen. 2013 wurde der Lauf aufgrund einer Hitzewelle abgesagt.
Die Strecke verläuft entlang der Küste und den Hauptstraßen von Tel Aviv. Start und Ziel ist der Charles Clore-Park im Südwesten von Tel Aviv.
Der Lauf 2024 entfiel aufgrund des Krieg in Israel und Gaza seit 2023 verschoben.

## Statistik

### Streckenrekorde
- Männer: 2:10:11 h, Dominic Kipngeno Mibei (KEN), 2023
- Frauen: 2:35:51 h, Margaret Njuguna (KEN), 2017

### Siegerliste
Quellen: ARRS
| Datum         | Männer                            | Nation                            | Zeit                              | Frauen                            | Nation                            | Zeit                              |
| ------------- | --------------------------------- | --------------------------------- | --------------------------------- | --------------------------------- | --------------------------------- | --------------------------------- |
| 27. Feb. 2026 |                                   |                                   |                                   |                                   |                                   |                                   |
| 28. Feb. 2025 | Felix Kimuta                      | Kenia                             | 2:12:12                           | Omosa Teresiah Kwamboka           | Kenia                             | 2:37:36                           |
| 2024          | Entfallen                         | Entfallen                         | Entfallen                         | Entfallen                         | Entfallen                         | Entfallen                         |
| 24. Feb. 2023 | Dominic Kipngeno Mibei            | Kenia                             | 2:10:11                           | Margaret Wangui Njuguna -5-       | Kenia                             | 2:42:40                           |
| 25. Feb. 2022 | Vincent Rono                      | Kenia                             | 2:12:55                           | Mintamir Bikaya                   | Israel                            | 2:53:01                           |
| 27. Feb. 2020 | Tobias Singer                     | Deutschland                       | 2:31:01                           | Elena Tolstykh                    | Russland                          | 2:44:17                           |
| 22. Feb. 2019 | Samuel Demie                      | Äthiopien                         | 2:14:31                           | Margaret Wangui Njuguna -4-       | Kenia                             | 2:40:26                           |
| 23. Feb. 2018 | Ernest Kebenei                    | Kenia                             | 2:19:53                           | Margaret Wangui Njuguna -3-       | Kenia                             | 2:58:18                           |
| 24. Feb. 2017 | Belete Mekonen Gezu               | Äthiopien                         | 2:12:12                           | Margaret Wangui Njuguna -2-       | Kenia                             | 2:35:51                           |
| 26. Feb. 2016 | William Kiprono Yegon -2-         | Kenia                             | 2:10:51                           | Lonah Chemtai Salpeter            | Kenia                             | 2:40:17                           |
| 27. Feb. 2015 | William Kiprono Yegon             | Kenia                             | 2:10:30                           | Azeb Weldehawariat                | Äthiopien                         | 2:51:24                           |
| 28. Feb. 2014 | Ezekiel Koech                     | Kenia                             | 2:14:40                           | Margaret Wangui Njuguna           | Kenia                             | 2:44:23                           |
| 15. März 2013 | abgesagt auf Grund der Hitzewelle | abgesagt auf Grund der Hitzewelle | abgesagt auf Grund der Hitzewelle | abgesagt auf Grund der Hitzewelle | abgesagt auf Grund der Hitzewelle | abgesagt auf Grund der Hitzewelle |
| 30. März 2012 | Samuel Tarus Too                  | Kenia                             | 2:15:15                           | Abeba Tola Eda                    | Äthiopien                         | 2:38:27                           |
| 8. Apr. 2011  | Josephat Rono Kipkemboi           | Kenia                             | 2:19:02                           | Worknesh Shasha Oda               | Äthiopien                         | 2:40:35                           |
| 14. Mai 2010  | Avraham Hailemelkot               | Israel                            | 2:49:34                           | Orna Blau -2-                     | Israel                            | 3:13:30                           |
| 24. Apr. 2009 | Daniel Kipchumba                  | Kenia                             | 2:38:06                           | Orna Blau                         | Israel                            | 3:07:41                           |
| 1995 – 2008   | keine Veranstaltung               | keine Veranstaltung               | keine Veranstaltung               | keine Veranstaltung               | keine Veranstaltung               | keine Veranstaltung               |
| 15. März 1994 | Gezahenge Birra                   | Äthiopien                         | 2:19:37                           | Czesława Mentlewicz -2-           | Polen                             | 2:40:44                           |
| 15. März 1993 | Aiduna Aitnafa                    | Äthiopien                         | 2:21:37                           | Cinzia Allasia                    | Italien                           | 3:10:57                           |
| 16. März 1992 | Tumo Turbo                        | Äthiopien                         | 2:14:56                           | Alina Magamedirowa                | Russland                          | 2:47:47                           |
| 15. Apr. 1991 | Tesfaye Segne                     | Äthiopien                         | 2:19:50                           | Loredana Ricci -2-                | Italien                           | 2:58:12                           |
| 15. März 1990 | Hannu Korkalainen                 | Finnland                          | 2:30:32                           | Loredana Ricci                    | Italien                           | 3:20:12                           |
| 16. März 1989 | Osmiro daSilva                    | Brasilien                         | 2:13:23                           | Czesława Mentlewicz               | Polen                             | 2:53:18                           |
| 6. März 1988  | Jean-Claude Louison               | Frankreich                        | 2:22:21                           | Adriana Barbu                     | Rumänien                          | 2:44:03                           |
| 19. März 1987 | Michel Constant                   | Frankreich                        | 2:23:27                           | Erika Krüger                      | BR Deutschland                    | 3:26:28                           |
| 3. März 1986  | Michel Schwind                    | Frankreich                        | 2:30:05                           | Elena Murgoci                     | Rumänien                          | 2:49:32                           |
| 7. März 1985  | Jean-Michel Charbonnel -2-        | Frankreich                        | 2:23:06                           | Lise Kristiansen                  | Dänemark                          | 3:01:27                           |
| 19. März 1984 | Gheorghe Sandu                    | Rumänien                          | 2:27:05                           | n/a                               | ---                               |                                   |
| 28. März 1983 | keine Daten                       | keine Daten                       | keine Daten                       | keine Daten                       | keine Daten                       | keine Daten                       |
| 9. März 1982  | Yves Seigneuric Claude Minni      | Frankreich                        | 2:26:56                           | Navah Ezra                        | Israel                            | 4:31:15                           |
| 19. März 1981 | Jean-Michel Charbonnel            | Frankreich                        | 2:35:47                           | Zahava Eliasi                     | Niederlande                       | 4:02:51                           |